# Sommariva del Bosco
Sommariva del Bosco (Somariva dël Bòsch in piemontese) è un comune italiano di 6 247 abitanti della provincia di Cuneo in Piemonte.

## Geografia fisica
Sommariva del Bosco è considerata la porta del Roero in cui il territorio collinare ha il suo sbocco naturale.
Il Castello e la Chiesa parrocchiale si distinguono già a notevole distanza dal paese, insieme ai campanili delle sue 11 chiese. L'alta densità di edifici religiosi nel concentrico urbano è in parte dovuto al fatto che un tempo, in modo particolare nel XVII secolo, vi fu una sorta di competizione tra le varie confraternite e tra i borghigiani degli antichi quattro cantoni in cui è suddiviso il centro storico, con l'intento di edificare la chiesa più grande e col campanile più alto.
Il territorio comunale è caratterizzato da una parte collocata in pianura e da un'altra situata in collina; tra le due zone, nonostante la breve distanza, sono notevoli le differenze ecosistemiche.

## Storia
Sommariva del Bosco compare per la prima volta nei documenti nel 1059. Il territorio è stato conteso più volte tra i Savoia e i Roero. Nel 1733 viene ceduto ai marchesi Seyssel d'Aix, che hanno mantenuto nei secoli la proprietà del castello.

## Monumenti e luoghi d'interesse

### Lavilla rusticaromana
Nel 2009 i lavori per la costruzione della variante ovest della SP661 hanno portato alla luce i resti di una villa rustica romana, abitazione rurale che sorgeva a occidente dell'abitato. Il ritrovamento testimonia la colonizzazione dell'area fin dall'età romana e presuppone la presenza di una rete commerciale e viaria in precedenza sconosciuta agli archeologi, che presumibilmente doveva collegare Pollentia (Pollenzo) ad Augusta Taurinorum (Torino).

### Castello dei Seyssel d'Aix

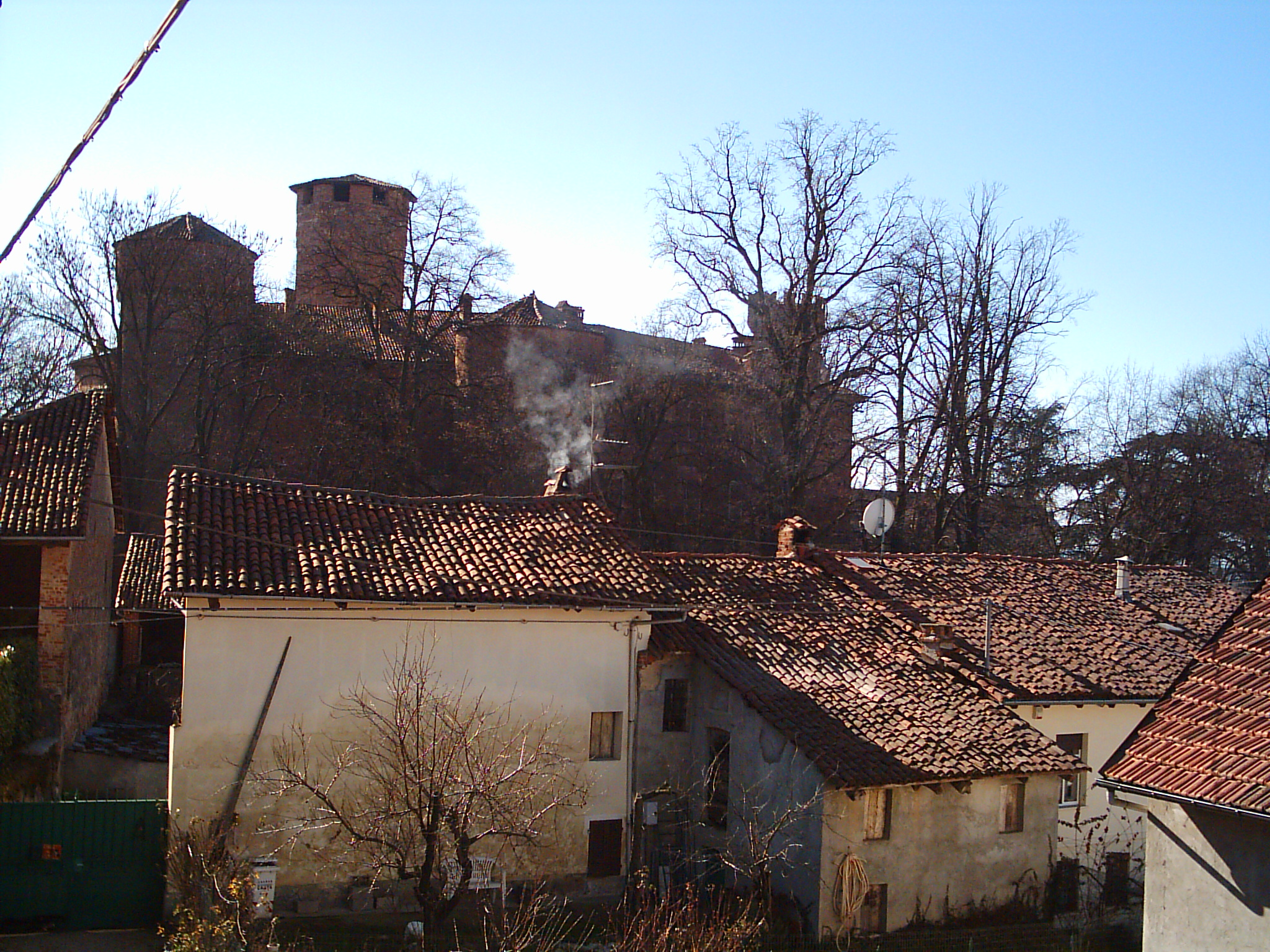
Le torri duecentesche del castello sovrastano la parte alta del centro storico.

L'imponente fortificazione del castello dei Seyssel d'Aix sovrasta l'abitato. Il complesso è per metà ha subito modifiche nei secoli ad opera dei Savoia e altra metà costituito dall'edificio originario, che risale forse a prima del Mille ed era senz'altro già edificato nel 1098: questa caratteristica ne fa uno degli edifici più antichi e meglio conservati di tutto il Roero.

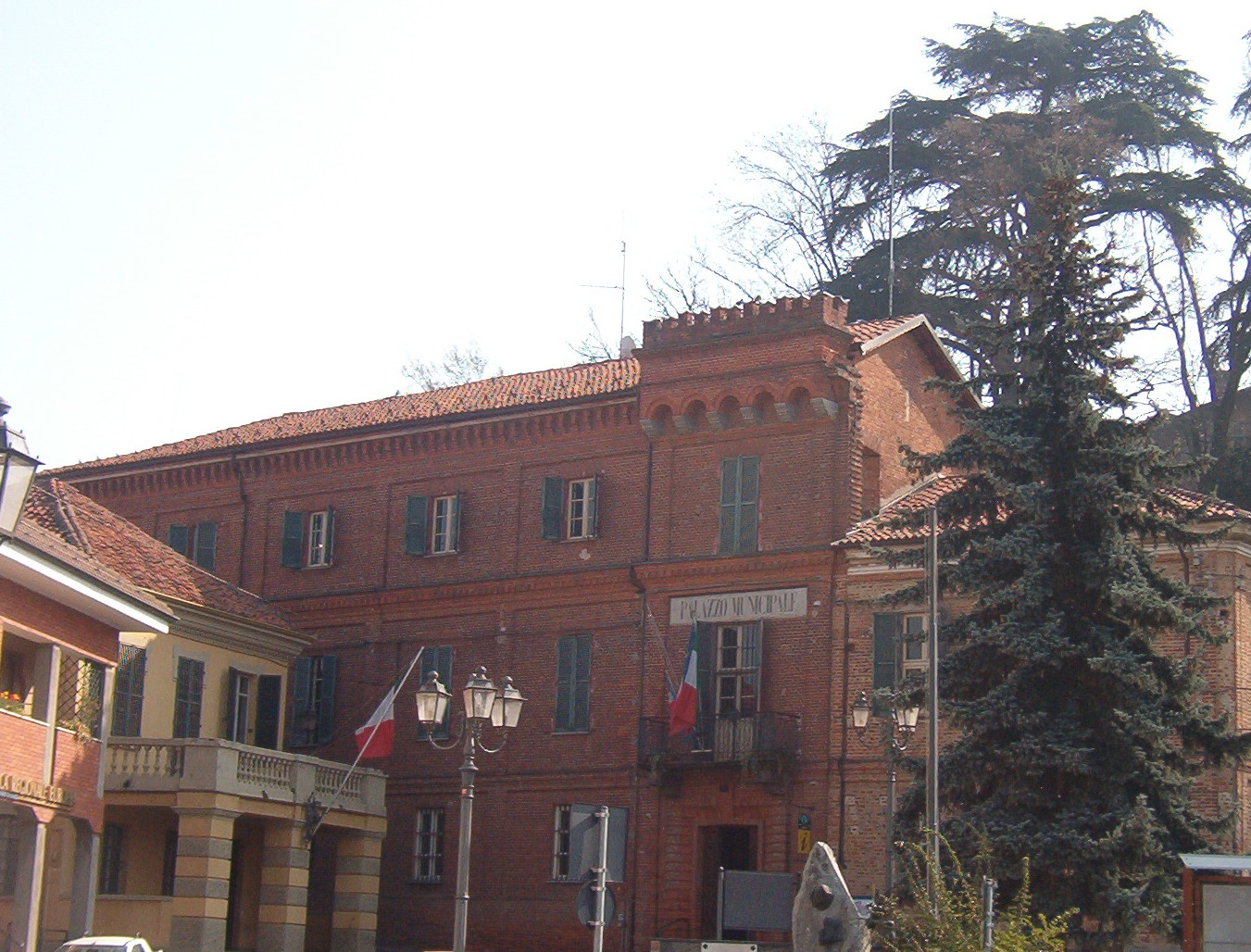
Il Municipio

### Palazzo municipale

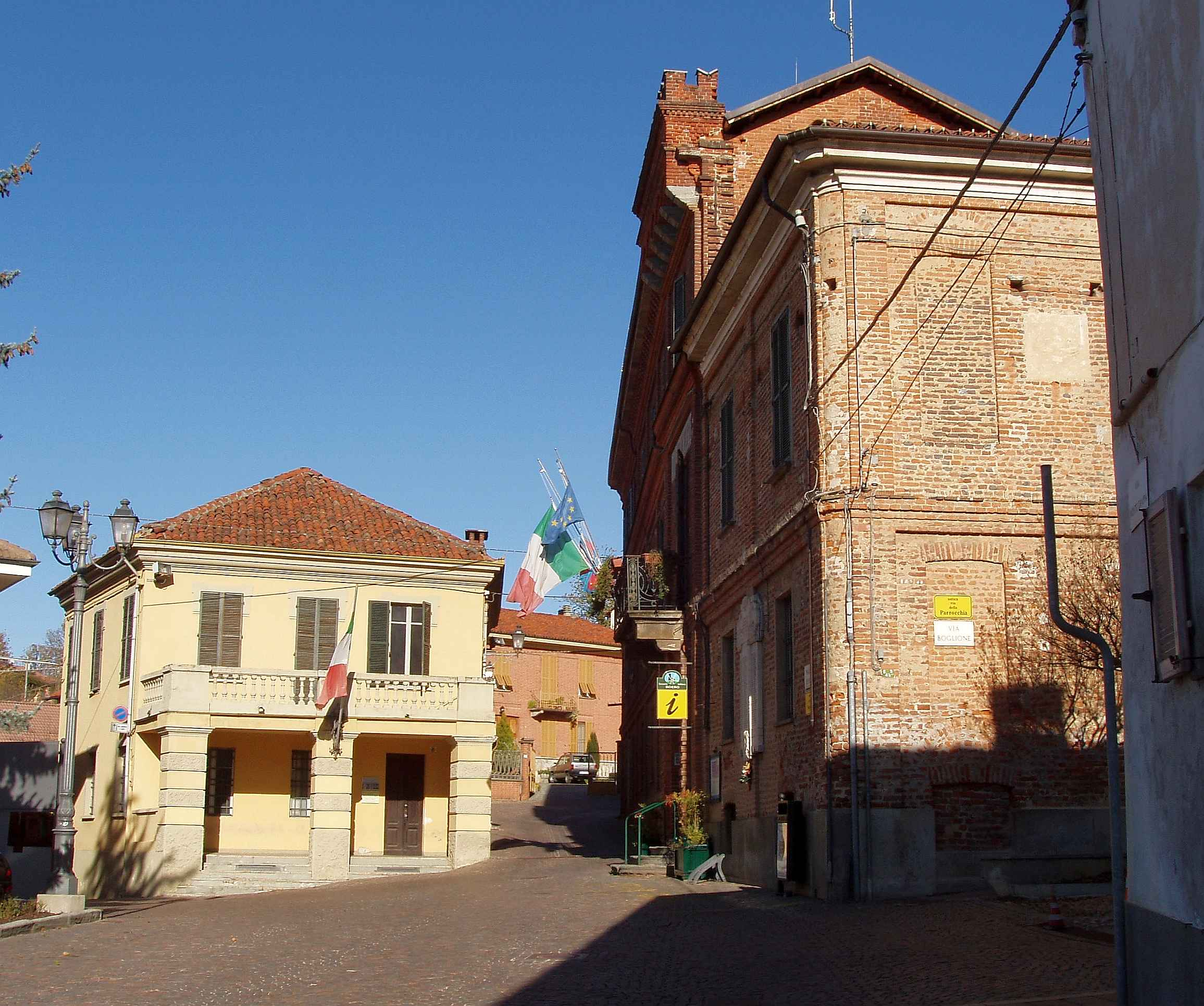
Il municipio

L'edificio comunale, struttura in origine di pertinenza del castello, è costituito da due parti edificate in epoche diverse. L'ala più antica, sul lato che volge a mezzogiorno (salita Boglione), è di epoca seicentesca, mentre l'ala ottocentesca ospita la sala consiliare. All'interno è custodito lo stendardo della città, risalente al XV secolo, testimone dei giuramenti che alle porte del castello i borghigiani recitavano promettendo fedeltà a un signore dopo l'altro.

### Vecchie mura

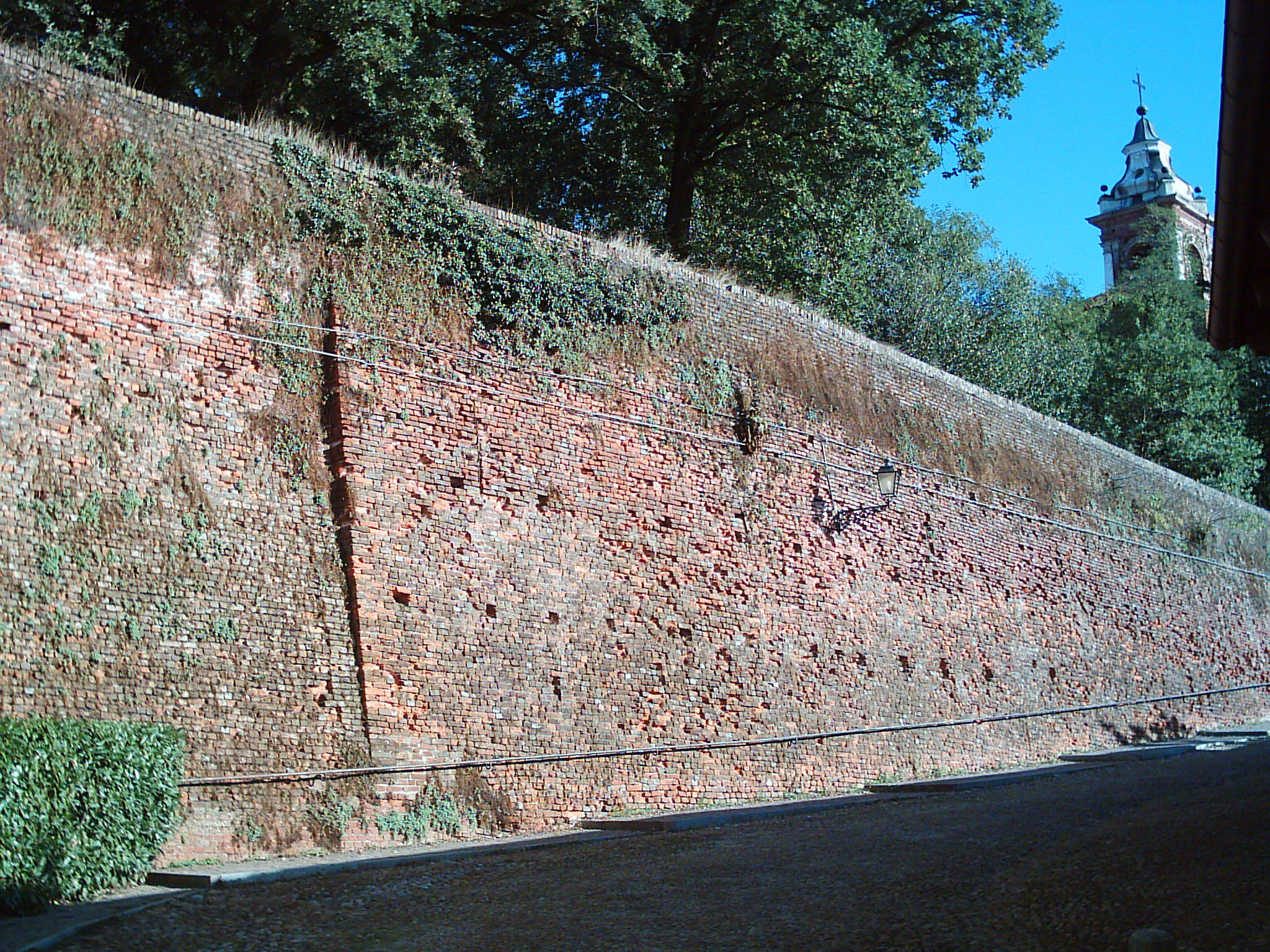
L'imponente bastione lungo via Boglione, salendo verso la Parrocchia, il cui campanile svetta a destra.

Sono ciò che rimane delle imponenti fortificazioni medioevali: sono visibili in alcuni punti dell'abitato, ai piedi del parco del castello. Si possono ammirare ad esempio nel cortile del Palazzo Municipale addossate alla collina che sorregge lo stesso e anticamente a difesa del "borgus vetus" di Sommariva, dove è stato poi ricavato il parco del castello. Risalendo l'acciottolata salita Soffietti, sul lato destro della prima curva a gomito, sono visibili altri resti.

### Edifici religiosi
Il centro storico di Sommariva del Bosco è noto per accogliere al suo interno ben undici chiese.

#### Chiesa parrocchiale dei Santi Giacomo e Filippo
La parrocchiale di Sommariva è dedicata ai santi Giacomo e Filippo. È costruita in posizione dominante rispetto al resto del paese e le prime notizie che la riguardano risalgono al 1370. La costruzione, frutto di vari rimaneggiamenti, presenta forme tipicamente barocche e contiene al suo interno dipinti del pittore del XX secolo, Luigi Morgari.

#### Chiesa di Sant'Orsola
Chiesa edificata all'inizio del secolo XVII in stile barocco. Un tempo era consacrata a sant'Orsola e a sant'Elisabetta d'Ungheria.

#### Santuario della Beata Vergine Maria di San Giovanni
Il santuario è situato nella parte pianeggiante di Sommariva e ricorda un miracolo avvenuto secondo la tradizione il 6 maggio 1685. Il progetto si deve all'architetto Michelangelo Garove; al suo interno sono collocate varie opere d'arte, tra le quali due dipinti dell'Operti.

#### Chiesa di San Bernardino (Battuti Bianchi)
Tra i più antichi edifici di culto di Sommariva (menzionata dal 1487), deve il proprio nome alla confraternita omonima detta anche "dei Battuti Bianchi".

#### Chiesa di Sant'Anna e convento dei Padri Serviti
Insieme ai fabbricati annessi e ora adibiti a casa di riposo per anziani, la chiesa di Sant'Anna e il convento dei Padri Serviti costituiscono uno dei complessi architettonici più interessanti di Sommariva, le cui origini risalgono alla prima metà del Cinquecento.

#### Chiesa di San Sebastiano
Chiesa situata lungo Via Vittorio Emanuele, all'angolo della Piazza che la tradizione popolare dedica allo stesso santo, è una delle più piccole ma anche una delle più interessanti tra le chiese di Sommariva. Può infatti vantare una purezza e coerenza stilistiche, secondo i canoni di un barocco ormai consolidato, difficilmente riscontrabili se non in edifici di primaria importanza. Forse per questo viene attribuita (ma nessuna documentazione lo conferma) al celebre architetto monregalese Francesco Gallo.

#### Chiesa di Santa Maria
Si tratta di una chiesa cimiteriale di origini del cinquecento e riedificata nella prima metà del XIX secolo in stile neogotico la quale, per la sua forma, ricorda un antico sarcofago egiziano.

#### Altre chiese
- Chiesa del Pilone
- Chiesa dei Battuti Neri[7]
- Chiesa della Santissima Trinità
- Chiesa di San Marcellino[8]

### Piloni votivi
Sono localmente denominate "piloni" alcune edicole votive.

#### Pilone votivo dedicato all'Annunciazione

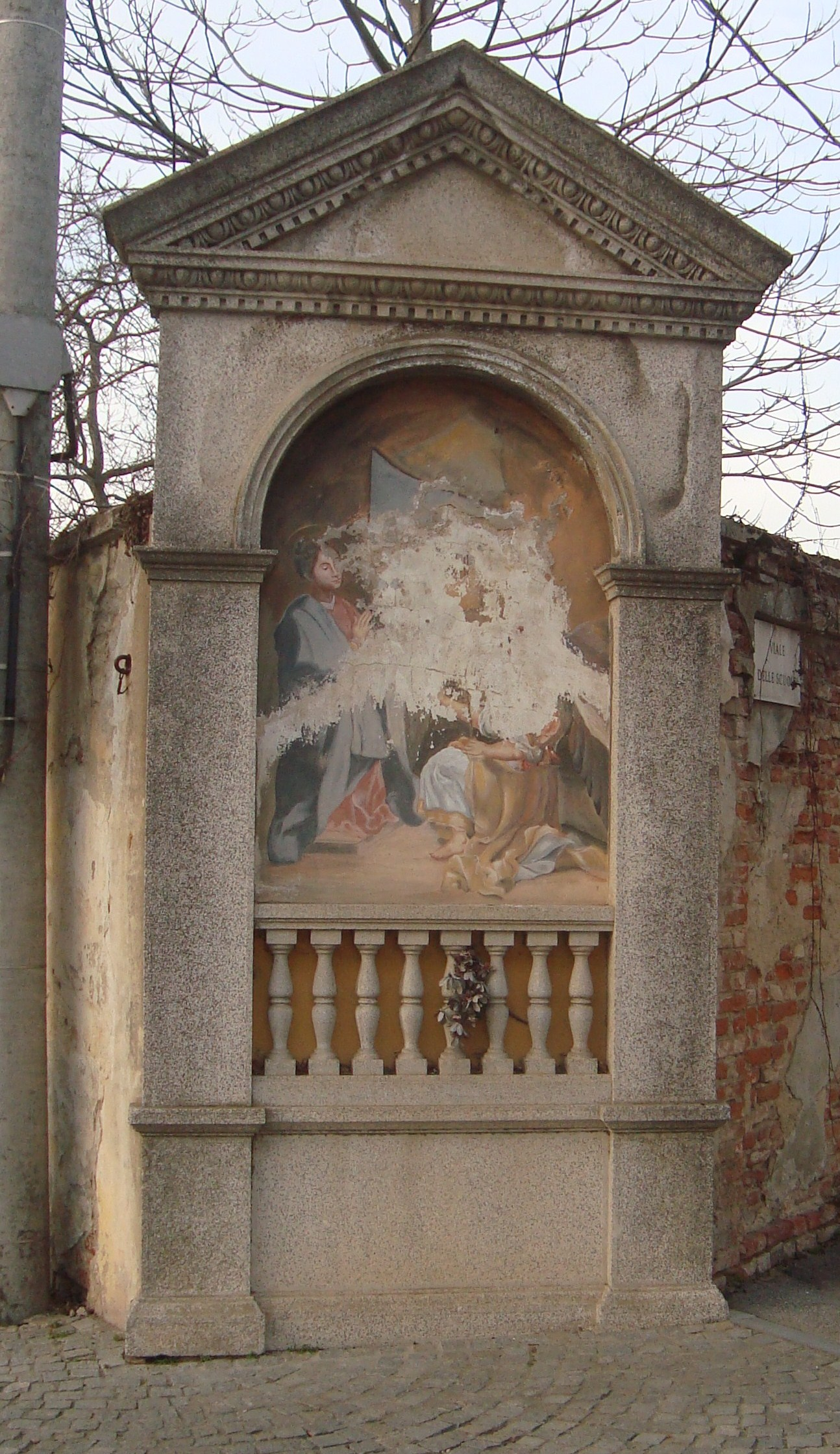
Il "pilone" dedicato all'Annunciazione

Ubicato in via Cavour, nel centro storico. Di proprietà del Santuario della Beata Vergine Maria di San Giovanni, è stato eretto intorno al 1830: la struttura dell'edificio ha una profondità di 0,6 metri e un'altezza complessiva di tre metri; è stata realizzata in mattoni intonacati, mentre la copertura è costituita da un timpano con due falde ed è realizzata in cemento. Il pilone, in stato di mediocre conservazione, è caratterizzato esternamente dalla presenza di un affresco dedicato all'Annunciazione, mentre all'interno è presente una balaustra su cui poggiano occasionalmente suppellettili religiose (ceri) o omaggi floreali. Pur avendo funzione di oggetto di culto, l'edicola non viene utilizzata per funzioni religiose.

#### Altri piloni votivi
- Pilone dedicato a Regina et mater, nel cortile dell'ex oratorio in Piazza Roma
- Pilone dedicato a San Marcellino e San Luigi, in Via Cavour, di fronte alla Chiesa e convento di Sant'Anna
- Pilone dedicato a San Giovanni Battista, in Frazione Tavelle

### Sentiero di Fiaba
Dal 2006 il centro storico di Sommariva è interessato da un progetto di riqualificazione urbana, noto come "Sentiero di Fiaba" e costituito da tre itinerari. Lungo il percorso di visita monumentale, che tocca ad anello i punti più caratteristici dell'abitato, sono state installate raffigurazioni della fiaba de La Bella Addormentata nel Bosco di Charles Perrault. La foresta incantata delle fiabe in Tweet, inaugurato nel 2013 e chiuso nell'anno successivo, è una composizione di arredi urbani costituita da fantasiosi salottini a cielo aperto lungo la via pedonale Monte Grappa, adatti alla lettura e ispirati alle fiabe italiane riscritte sotto forma di tweet. Infine, il Sentiero di Fiaba per i più piccini, più breve, riproduce ad altezza di bambino alcune delle installazioni originali del primo percorso.

## Società

### Evoluzione demografica
Abitanti censiti

### Etnie e minoranze straniere
Secondo i dati Istat al 31 dicembre 2017, i cittadini stranieri residenti a Sommariva del Bosco sono 587, così suddivisi per nazionalità, elencando per le presenze più significative:
1. Romania, 266
2. Marocco, 152
3. Albania, 58
4. India, 21

## Cultura

### Manifestazioni
- Amél'Amèl (dal piemontese: amare il miele) è l'evento più rilevante dal punto di vista turistico ed economico per la comunità: si tratta del Festival dei Mieli. L'evento ricorre ogni anno il secondo weekend di settembre e prevede quattro giorni di eventi, concerti, conferenze e spettacoli.
- Concorso di Composizione di una Fiaba musicale: il comune di Sommariva del Bosco, in collaborazione con l'Associazione Culturale Mythos e la Rassegna Micron dell'Opera da Camera del Piccolo Regio di Torino, bandisce ogni anno un concorso nazionale di composizione per lavori inediti, proponendo un racconto della tradizione popolare piemontese da animare musicalmente in voce e musica.
- Processione dei rabastau e Processione delle stelle: processioni devozionali del giovedì santo, le quali dopo alcuni decenni di abbandono sono state ripristinate nel 2005 dai sommarivesi sotto la regia dell'amministrazione civica; si tratta della rievocazione delle tradizionali "visite ai sepolcri" che la confraternita dei Battuti Neri e quella dei Battuti Bianchi inscenavano con processioni pubbliche nel pomeriggio (i rabastau, ovvero coloro che trascinano catene ai piedi sul selciato) e alla sera (le stelle, vale a dire le lanterne luminose appese a lunghe canne portate da bambini), con simbologia e significato organizzati per opposti: tragicità e austerità la prima, serenità e speranza la seconda.

## Amministrazione
| Periodo | Periodo   | Primo cittadino      | Partito      | Carica      | Note       |
| ------- | --------- | -------------------- | ------------ | ----------- | ---------- |
| 2004    | 2009      | Andrea Pedussia      | lista civica | Sindaco     |            |
| 2009    | 2014      | Andrea Pedussia      | lista civica | Sindaco     | II mandato |
| 2014    | 2019      | Matteo Pessione      | lista civica | Sindaco     |            |
| 2019    | 2021      | Matteo Pessione      | lista civica | Sindaco     | II mandato |
| 2021    | 2021      | Marinella Rancurello |              | Comm. pref. |            |
| 2022    | in carica | Marco Pedussia       | lista civica | Sindaco     |            |

### Gemellaggi
- Porteña, dal 1998

## Sport
A Sommariva Bosco hanno sede varie società sportive dilettantistiche per la pratica di calcio, danza, pallavolo, basket e tennis. 
Il circolo di tennis comunale, attivo dal 1973, tra fine anni 1990 e inizio 2000 ha visto la propria squadra femminile raggiungere la serie B nazionale e giocarsi lo spareggio per la serie A1, sotto la guida del Tecnico Nazionale Daniele Demichelis. Nel 2021 la squadra maschile under 12 ha raggiunto le fasi finali del campionato nazionale a squadre under 12.